# جزایر نوموئی
جزایر نوموئی که به جزایر مورتلوک نیز شناخته می‌شود گروهی از سه آب‌سنگ حلقوی بزرگ در ایالت چوک، ایالات فدرال میکرونزی هستند که در ۲۵۰ کیلومتر (۱۶۰ مایل) جنوب خاوری تالاب چوک قرار دارند.
آب‌سنگ حلقوی جنوبی با نام ساتاوان بزرگ‌ترین آب‌سنگ حلقوی است. آب‌سنگ حلقوی شمالی با نام اتال و لوکونور در شمال خاوری، بسیار کوچکتر هستند. این آب‌سنگ‌های حلقوی بین ۶ و ۹ کیلومتر (۳٫۷ و ۵٫۶ مایل) با یکدیگر فاصله دارند.
این آب‌سنگ‌های حلقوی کاشف اسپانیایی به نام آلوارو د ساویدرا در ۱۵۲۸ کشف شدند.
کاپیتان جیمز مورتلوک در ۱۹ و ۲۷ نوامبر ۱۷۹۵ هنگام دریانوردی از پورت جکسون (بندرگاه سیدنی) استرالیا به وامپوآ (پاجو) در چین با کشتی یانگ ویلیام به دو مجمع‌الجزایر رسید. هر دو این مجمع‌الجزایر، بعدها "جزایر مورتلوکس" نامیده می‌شدند که گیج کننده بود.
نام آبخوست‌های مورتلوک: اِتال، نامولوک، تا، نامو، لوساپ، پیکِموار، ساتاوان، لوکونو (یا لوکونور یا لیکینُچ)، و کوتو (یا کوکوتو) است.

## فرهنگ
مردم آبخوست‌های مورتلوک، سنتی‌تر از آبخوست‌های داخل تالاب هستند. زبان مردم آن شبیه به زبان مردم داخل تالاب است. اما گویش و تلفظ واژه‌های آنها و برخی واژه‌ها فرق دارد.

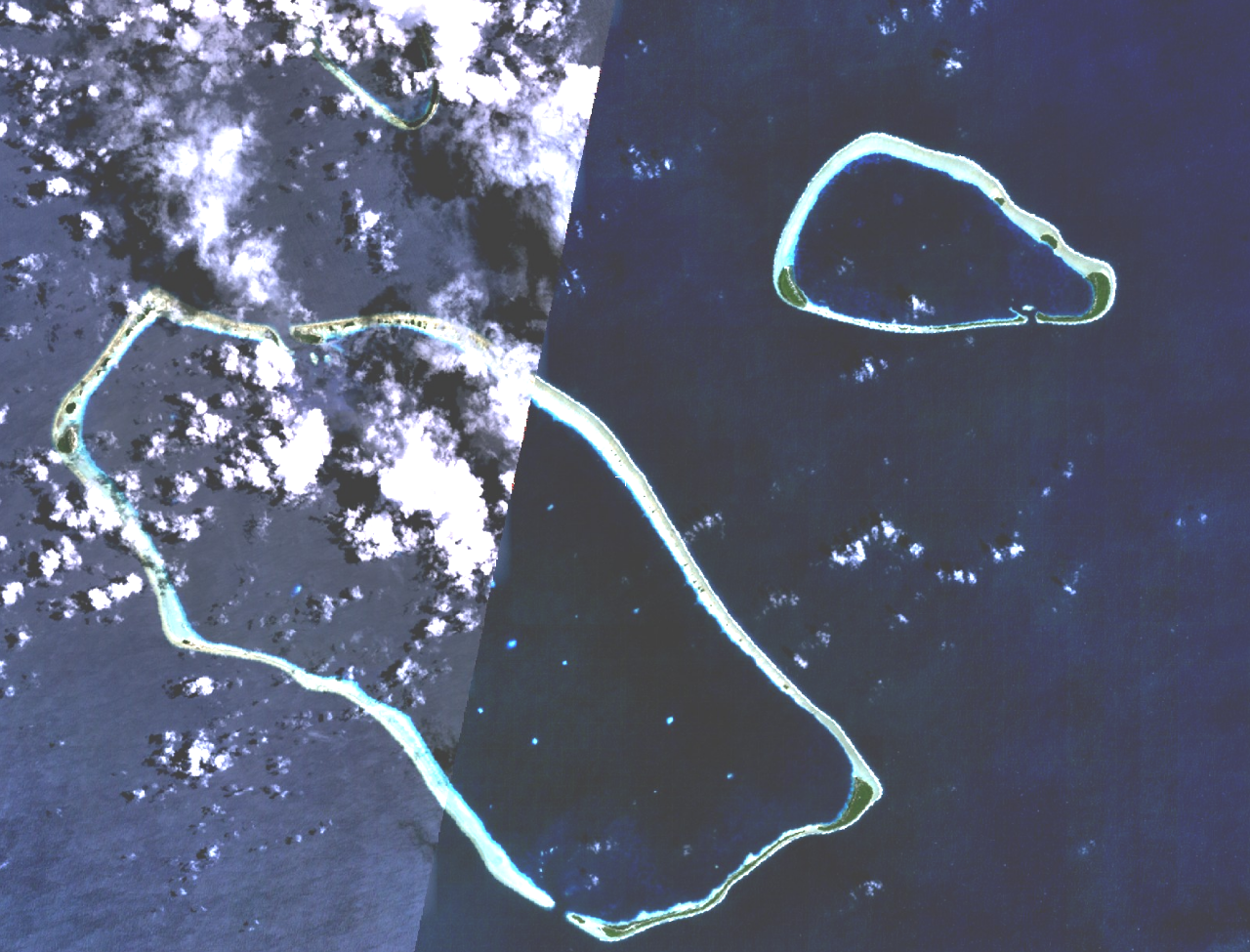
آب‌سنگ حلقوی جزایر نوموئی از دید ماهواره اداره کل ملی هوانوردی و فضا (ناسا) ساتاوان و لوکونور به طور کامل و تنها بخشی از اتال دیده می‌شود.